# 건시 (후연)
건시(建始)는 중국 후연(後燕) 소문제(昭文帝)의 두 번째 연호이자 후연의 마지막 연호이다. 407년 정월에서 7월까지 7개월 동안 사용하였다.
407년 7월, 풍발(馮跋)의 정변으로 소문제가 살해되고 모용운(慕容雲{高雲})이 추대되어 북연(北燕)이 건국됨으로써 후연은 멸망하였다.
같은 시기에 사용된 다른 연호로는 동진(東晉)에서 사용한 의희(義熙 : 405년 ~ 418년), 후진(後秦)에서 사용한 홍시(弘始 : 399년 ~ 416년), 북량(北凉)에서 사용한 영안(永安 : 401년 ~ 412년), 남연(南燕)에서 사용한 태상(太上 : 405년 ~ 410년), 서량(西凉)에서 사용한 건초(建初 : 405년 ~ 417년), 하(夏)에서 사용한 용승(龍昇 : 407년 ~ 413년), 북위(北魏)에서 사용한 천사(天賜 : 404년 ~ 409년)가 있다. 중국 이외의 다른 국가에서 사용한 연호로는 고구려(高句麗)에서 사용한 영락(永樂 : 391년 ~ 412년)이 있다.

## 개원
건시(建始) 원년 1월 1일(407년 1월 25일)에 연호를 건시(建始)로 개원함.

## 연대대조표
| 건시                | 원년            |
| 서력                | 407년           |
| 육십간지 (六十干支) | 정미(丁未)      |
| 동진 (東晉)         | 의희(義熙) 3년  |
| 후진 (後秦)         | 홍시(弘始) 9년  |
| 북량 (北凉)         | 영안(永安) 7년  |
| 남연 (南燕)         | 태상(太上) 3년  |
| 서량 (西凉)         | 건초(建初) 3년  |
| 하 (夏)             | 용승(龍昇) 원년 |
| 북위 (北魏)         | 천사(天賜) 4년  |
| 고구려 (高句麗)     | 영락(永樂) 17년 |

## 같이 보기
- 다른 왕조의 같은 연호
  - 전한(前漢) 건시(기원전 32년 ~ 기원전 28)

- 중국의 연호

| 이전 연호 광시(光始) | 중국의 연호 후연(後燕) | 다음 연호 정시(正始) <북연(北燕)> |